# Liste von Blaxploitation-Filmen
Diese Liste beinhaltet Blaxploitation-Filme.

## 1960er Jahre

### 1963
- Die lässige Welt (The Cool World)[1]

### 1964
- Nichts als ein Mensch (Nothing but a Man)

### 1966
- The Black Klansman

### 1967
- The Story of a Three-Day Pass

### 1968
- … aber das Blut ist immer rot (If He Hollers, Let Him Go!)
- Black Power (Uptight)
- Bullen – wie lange wollt ihr leben?/TV: Raus mit dem Geld (The Split)
- Liebling (For Love Of Ivy)

### 1969
- A Change Of Mind
- Haß (The Learning Tree)
- Jung, hübsch und hemmungslos (The Grasshopper)
- The Lost Man – Es führt kein Weg zurück (The Lost Man)
- Putney Swope
- Sklaven (Slaves)
- Wenn es Nacht wird in Manhattan (Cotton Comes To Harlem)

## 1970er Jahre

### 1970
- Brother John… Der Mann aus dem Nichts (Brother John)
- Die große weiße Hoffnung (The Great White Hope)
- Right on!
- Soul Soldier
- …tick… tick… tick… (tick… tick… tick…)
- Watermelon Man

### 1971
- The Big Bird Cage
- The Big Doll House
- The Bus Is Coming
- Honky
- Man And Boy
- Shaft
- Sweet Sweetbacks Lied (Sweet Sweetback’s Baadasssss Song)

### 1972
- Black Girl
- Black Snake (Blacksnake!)
- Blacula (Blacula)
- Cool Breeze (Hot Diamond) (Cool Breeze)
- Das Ding mit den 2 Köpfen (The Thing With Two Heads)
- The Final Comedown
- Frauen in Ketten (Black Mama, White Mama)
- Hammer
- Hit Man
- Lady Sings the Blues
- Liebesgrüße aus Pistolen (Shaft’s Big Score)
- Melinda
- Nigger Charley (The Legend Of Nigger Charley)
- Slaughter
- Straße zum Jenseits (Across 110th Street)
- Super Soul Brother
- Superfly
- Top Of The Heap
- Trouble Man
- Visum für die Hölle (Black Gunn)
- Der Weg der Verdammten (Buck and the Preacher)
- Wenn es dunkel wird in Harlem (Come Back, Charleston Blue)

### 1973
- Aaron Loves Angela
- Godfather of Harlem – der Pate von Harlem (Black Caesar)
- Der wilde wilde Westen (Blazing Saddles)
- Der Zahlentrick – Ein Millionenspiel (Book Of Numbers)
- Brother On The Run
- Ein Fall für Cleopatra Jones (Cleopatra Jones)
- Coffy – die Raubkatze (Coffy)
- Deliver Us From Evil (Fernsehfilm)
- Detroit 9000
- Die Dynamit Brothers (The Dynamite Brothers)
- Five On The Black Hand Side
- Ganja and Hess
- Jagd auf linke Brüder (Gordon’s War)
- Superfly TNT (Superfly T.N.T.)
- Sweet Jesus, Preacherman
- Hell Up In Harlem
- Hit (Hit!)
- Männer wie die Tiger (Terminal Island)
- Meuterei auf der Teufelsinsel (I Escaped From Devil’s Island)
- Savage!
- Der Schrei des Todes (Scream, Blacula, Scream)
- Shaft in Afrika (Shaft in Africa)
- The Slams
- Der Sohn des Mandingo (Slaughter's Big Rip-Off)
- The Soul Of Nigger Charley
- The Spook Who Sat Down By The Door
- Jefferson Bolt – Reisender in Dynamit (That Man Bolt)
- Straßen zur Hölle (The Mack)
- Miss Melody Jones
- Geh zur Hölle (Trick Baby)

### 1974
- Abby
- Mondblut (The Beast Must Die)
- Freie Fahrt ins Jenseits (Black Belt Jones)
- The Black Connection
- Detektiv Stone – Dem Rauschgift auf der Spur (Black Eye)
- The Black Godfather
- Black Samson
- The Black Six mit sechs schwarzen Football-Spielern gegen Rockerchef Ben Davidson
- Blackenstein
- Chicago Poker (Truck Turner)
- Claudine (Claudine)
- Der Diamanten-Clou (Diamonds)
- Ghetto-Fighter (The Education of Sonny Carson)
- Bruce Lee – Der Mann mit der Todeskralle (Enter The Dragon)
- Fox Style
- Foxy Brown (Foxy Brown)
- Get Christie Love (Fernsehfilm)
- Hangup
- The House On Skull Mountain
- Verflucht sind sie alle (The Klansman)
- Kommando Höllenengel (Savage Sisters)
- Space Is The Place
- Die schwarzen Zombies von Sugar Hill (Sugar Hill)
- T.N.T. Jackson
- Thomasine and Bushrod
- Drei eiskalte Profis (Three The Hard Way)
- Together Brothers
- Samstagnacht im Viertel der Schwarzen (Uptown Saturday Night)
- Willie Dynamite
- Zebra Killer
- Zwei Fäuste des Himmels (Uomini duri)

### 1975
- Adios Amigos
- Amazing Grace
- Black Gestapo (The Black Gestapo)
- Black Lolita
- Black Sister’s Revenge
- Boss Nigger
- Bucktown (Bucktown)
- The Candy Tangerine Man
- Cleopatra Jones gegen die Drachenlady (Cleopatra Jones and the Casino of Gold)
- Cooley High
- Cornbread, Earl and Me
- Darktown Strutters
- Dolemite
- Drehn wir noch’n Ding (Let's Do It Again)
- Einen vor den Latz geknallt (La parola di un fuorilegge… è legge!)
- Friday Foster
- Leadbelly
- Mahagoni (Mahogany)
- Mandingo (Mandingo)
- Sheba Baby
- Street Fight
- Welcome Home, Brother Charles

### 1976
- The Bad Bunch
- Town Rats (Black Heat)
- Black Shampoo (Black Shampoo)
- Brotherhood Of Death
- Car Wash – Der ausgeflippte Waschsalon (Car Wash)
- Die Todesreise (Death Journey)
- Disco 9000
- Dolemite 2: Human Tornado
- Das Monster von London (Dr. Black and Mr. Hyde)
- Die Sklavenhölle der Mandingos (Drum)
- Ebony, Ivory and Jade
- Hot Potato
- JD’s Revenge
- Freitag und Robinson (Man Friday)
- Mean Johnny Barrows
- The Muthers
- Kein Weg zurück (No Way Back)
- Alaskaträume (Pipe Dreams)
- Sparkle
- Tödliche Rache (Kid Vengeance)
- Velvet Smooth

### 1977
- Action Man (Bare Knuckles)
- Ausgetrickst (A Piece Of The Action)
- Black Fist
- Black Samurai
- Brothers (Brothers)
- Stock Car Race – Höllenjagd auf heißen Pisten (Greased Lightning)
- Ich bin der Größte (The Greatest)
- The Guy From Harlem
- In Your Face!
- The Monkey Hustle – Die Abzocker (Monkey Hustle)
- Petey Wheatstraw
- Wie geht’s aufwärts? (Which Way Is Up?)

### 1978
- Black Eliminator
- Blind Rage
- Hero Ain’t Nothin’ But A Sandwich
- Top Secret (Fernsehfilm)
- The Wiz – Das zauberhafte Land (The Wiz)

### 1979
- Helden der Nacht (Disco Godfather)
- Black Jack
- Penitentiary – Hölle hinter Gittern (Penitentiary)
- The Hitter

## 1980er Jahre

### 1980
- Chicago Cop (The Big Score)
- Last Fight – Endkampf ums Überleben (The Last Fight)
- One Down, Two To Go
- Soul Patrol

### 1982
- Penitentiary 2

### 1984
- Black Devil Doll from Hell

### 1985
- Fox Trap (Foxtrap)

### 1987
- Knast-Fighter (Penitentiary 3)

### 1988
- Ghettobusters (I'm Gonna Git You Sucka)
- Action Jackson

## 1990er Jahre

### 1990
- The Return of the Superfly (Return Of Superfly)

### 1992
- Gayniggers from Outer Space

### 1994
- Legend Of Dolemite

### 1996
- Great White Hype – Eine K.O.Mödie (The Great White Hype)
- Original Gangstas (Original Gangstas)

### 1997
- Jackie Brown

### 1998
- Stella’s Groove – Männer sind die halbe Miete (Stella’s Groove)

## 2000er Jahre

### 2009
- Black Dynamite

### 2012
- Django Unchained

### 2019
- Shaft

### 2023
- They Cloned Tyrone